# Tuberculosis en Guipúzcoa

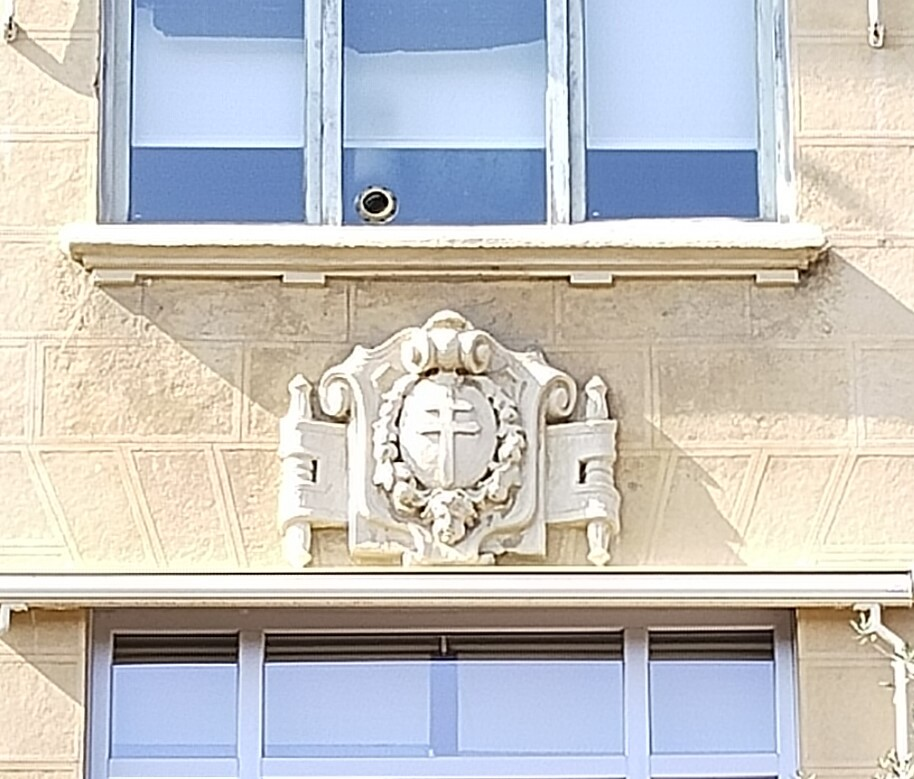
Cruz de Lorena en el Paseo de los Fueros de San Sebastián

La tuberculosis en Guipúzcoa (España) hace referencia a la incidencia histórica de esta enfermedad infecciosa en la provincia vasca, especialmente significativa entre el siglo XIX y el primer tercio del siglo XX.
La tuberculosis, causada por la bacteria Mycobacterium tuberculosis, fue identificada por Robert Koch en 1882 y representó una de las principales causas de mortalidad en la región durante ese periodo.
Su alta prevalencia en Guipúzcoa estuvo estrechamente relacionada con las precarias condiciones de vida de amplios sectores de la población: una alimentación deficiente, el hacinamiento en viviendas insalubres y la existencia de infraviviendas contribuyeron a la rápida propagación de la enfermedad, especialmente en los núcleos urbanos e industriales.

## Descripción de la enfermedad
Ataca mayoritariamente a los pulmones y en menor medida a los riñones, el cerebro o la columna vertebral.
No todas las personas infectadas con la bacteria de la tuberculosis desarrollan la enfermedad. Hay pacientes con infecciones latentes que aún sin padecer la enfermedad, pueden transmitirla.
La evolución de la enfermedad es muy silente desde sus inicios hasta las fases finales lo que hacía que los tuberculosos pulmonares, también llamados tísicos, no se veían precisados á permanecer en su casa sino que alternaban con todo el mundo hasta los últimos días de su vida. Su expectoración diseminaba la enfermedad  al toser o hablar.
Otros medios de transmisión menos frecuentes eran desde una madre  tuberculosa a su bebé a través de la leche materna o desde la leche de una vaca tuberculosa a la población.

## Tratamientos
Hasta el descubrimiento del germen causante de la enfermedad a finales del siglo XIX, hubo un surtido de tratamientos poco eficaces contra la tuberculosis.
A finales del siglo XIX  comenzaron a proliferar los sanatorios especializados en Europa, ubicados en regiones altas y soleadas ,poco propicias a la cadena de transmisión del microorganismo.
Otra función de los centros antituberculosos era aislar a los pacientes rompiendo la cadena de transmisión de la enfermedad ofreciendo un ambiente de clima, reposo y dieta adecuados a éstos pacientes. Esto, junto con la mejora progresiva de las condiciones de vida, determinó que los casos comenzaran a disminuir, muchos años antes de que aparecieran los primeros fármacos eficaces.
En los inicios del siglo XX, con el desarrollo de la cirugía, proliferaron los tratamientos quirúrgicos como las resecciones pulmonares pero no dejaban de ser tratamientos paliativos.
En 1921 se descubrió la vacuna antituberculosa (BCG) lo que representó un hito en la lucha antituberculosa.
En Guipúzcoa se iniciaron las campañas vacunales en 1930 comenzando por los niños en San Sebastián y en la Casa Cuna de Fraisoro de Cizúrquil por el médico Jesús Alustiza, en la que había 256 niños con sus respectivas nodrizas.
Los primeros fármacos efectivos contra la tuberculosis fueron la estreptomicina en 1944 y sobre todo la isoniacina en 1952 con lo que la enfermedad dejó de ser un grave problema de salud pública en Europa.

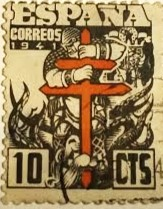
Sello postal de la lucha antituberculosa

## Centros antituberculosos en Guipúzcoa
A comienzos del siglo XX , Guipúzcoa tenía un índice de mortalidad por tuberculosis muy elevado. En 1914 el médico Luis Alzua  informó a la Junta del Patronato contra la tuberculosis de Guipúzcoa que el 13,10% de las defunciones de Guipúzcoa eran producidas por la tuberculosis, cifra solo superada por Vizcaya en España.
En 1899, en el boletín de la Real Sociedad Bascogada de Amigos del País indicaba que de las 961 defunciones registradas en San Sebastián, 612 correspondían á los adultos y de éstas 128 a la tísis, lo que representaba el 21% de los fallecimientos de adultos en la ciudad.
En 1910 se inauguró en Éibar el denominado Jardín de Convalecientes para pacientes que habían pasado tuberculosis. Lo fundó el médico Niceto Muguruza.
El primer centro antituberculoso en Guipúzcoa fue el Sanatorio Nuestra Señora de las Mercedes  inaugurado en 1912 en San Sebastián.
Fue promovido por el médico Emiliano Eizaguirre a través de la Junta Municipal Antituberculosa y se ubicó en Loyola. Contaba con 40 camas para acoger exclusivamente a mujeres y fue inaugurado por los Reyes Alfonso XIII y Victoria Eugenia.
Para su mantenimiento económico, Emiliano Eizaguirre  instauró por primera vez en España la colecta de la Fiesta de la Flor.
En 1913 el propio Eizaguirre logró crear un dispensario antituberculoso en el Hospital Civil San Antonio Abad y en 1932 creó el pabellón Docker en el mismo hospital para niños con primoinfección tuberculosa.
En 1928 instaló otro en la calle San Bartolomé en San Sebastián.  A éstos siguieron los de Éibar (fundado por el médico Ciriaco Aguirre ), Irún, Tolosa, Azpeitia y Vergara.
En 1933 se inauguró el Sanatorio Antituberculoso de Andazarrate en terrenos de Asteasu. Este nuevo centro sanitario se dedicó desde su creación a la asistencia de hombres y contaba con 80 camas.
Para su sostenimiento contaba con 15 Hermanas Mercedarias, que junto a 3 médicos, 2 practicantes internos, 10 personas de servidumbre y 1 capellán, formaban la plantilla del sanatorio.
El sostenimiento del centro se realizaba a partes iguales entre el Estado, la Diputación y los ayuntamientos de la zona.
En marzo de 1956 se clausuró este sanatorio, incorporándose los pacientes al nuevo Hospital de Amara.
En 1934 el Estado tomó el relevo en la lucha contra la tuberculosis y creó un dispensario antituberculoso en San Sebastián dirigido por el médico Salvador Bravo y otro en Éibar.
En 1952 comenzó su actividad el Hospital de Amara con capacidad para 300 enfermos. La Diputación cedió el solar al Patronato Nacional Antituberculoso  que tenía la intención de acoger en un único centro los sanatorios antituberculosos existentes en Guipúzcoa.
De esta manera, se trasladaron al nuevo hospital las pacientes del sanatorio de mujeres de Nuestra Señora de las Mercedes en Loyola y los niños del pabellón infantil Doker del Hospital San Antonio Abad de Gros. En 1955 se procedió al ingreso de los pacientes del sanatorio de hombres de Andazarrate.
Se estableció una doble dirección médica con los médicos José Luis Martínez de Salinas (Andazarrate) y Bartolomé Martínez De La Pera (Nuestra Señora de las Mercedes).
En 1.974 pasó a llamarse Hospital de enfermedades del Tórax-Amara-San Sebastián.(11)
A lo largo del siglo XX hubo algunas clínicas privadas y monográficas (que se dedicaban sólo a la tuberculosis) como la clínica San José (fundada en 1922 por el médico Emiliano Eizaguirre), o la Villa Luz (creada en 1948 por los médicos Salvador Bravo y José Labayen).

## Epílogo
La tuberculosis fue un problema de salud pública de primer orden en Guipúzcoa entre el siglo XIX y primer tercio del siglo XX.
Con la aparición de antibióticos eficaces, la vacunación generalizada y la mejora de las condiciones de vida de la población, prácticamente se erradicó la tuberculosis hasta finales del siglo XX en que resurgió en combinación con el VIH/sida. En el siglo XXI es de las enfermedades en vías de extinción.
El médico Emiliano Eizaguirre fue una figura destacada en la lucha antituberculosa creando una red de sanatorios por toda la provincia y la cartilla antituberculosa para la población. Instauró la fiesta de la flor para obtener fondos económicos, y creó una escuela de tisiología en San Sebastián donde se formaron varias generaciones de tisiólogos.
Otro médico destacado en la lucha antituberculosa fue Ciriaco Aguirre al que el municipio de Éibar le dedicó una calle.
Así mismo hay que  recordar a muchos médicos, enfermeras, cuidadoras, religiosas etc. que contrajeron la enfermedad en el ejercicio de sus funciones en contacto con los enfermos. Como botón de muestra el médico Toribio Albea, médico de la Casa Cuna de Fraisoro que falleció prematuramente por la enfermedad en 1923.
La Cruz de Lorena fue el símbolo de la lucha antituberculosa y todavía se conserva una de ellas en la calle Prim 61 de  San Sebastián tallada en la piedra de su trasera recordándonos el pasado de la tuberculosis en la ciudad.